# Peter Kunter
Peter Kunter (Berlino, 28 aprile 1941 – Offenbach am Main, 18 marzo 2024) è stato un calciatore tedesco, di ruolo portiere.

## Carriera
Dopo aver iniziato nelle giovanili dell'Eintracht Wetzlar, Kunter approdò nel Freiburger FC in Regionalliga (II) nel 1961. Nel 1965 fu acquistato dall'Eintracht Francoforte con cui giocò fino al 1977, anno del ritiro, 234 partite in Bundesliga vincendo anche due Coppe di Germania.

## Palmarès

### Club

#### Competizioni nazionali
- Coppa di Germania: 2

Eintracht Francoforte: 1973-1974, 1974-1975

#### Competizioni internazionali
- Coppa Piano Karl Rappan: 1

Eintracht Francoforte: 1966-1967